# Pot Mountain (Idaho)
Pot Mountain ist ein Berg im Clearwater County in Idaho. Mit 2.176 Metern ist er der höchste Gipfel der Pot Mountain Range in den nördlichen Clearwater Mountains, einem Teil der Rocky Mountains. Die Pot Mountain Range wird auf drei Seiten vom North Fork Clearwater River umflossen und befindet sich mitsamt benachbarter Bergketten im Clearwater National Forest.
An der Ostflanke des Pot Mountains liegen drei kleine Bergseen: Jack Lake, Pot Lake und Mush Lake.